# Старолетово
Старолетово — село в Рыбновском районе Рязанской области, входит в состав Чурилковского сельского поселения.

## География
Расположено в 2 км на северо-восток от центра поселения деревни Чурилково и в 14 км на северо-запад от райцентра Рыбное, ж/д станция Дивово на линии Голутвин — Рязань.

## История
Каменная Успенская церковь с приделами Предтечинским и Никольским в село была построена в 1700 году помещиком Федором Григорьевичем Ляпуновым.
В XIX — начале XX века село являлось центром Старолетовской волости Зарайского уезда Рязанской губернии. В 1905 году в селе было 109 дворов.
С 1929 года село являлось центром Старолетовского сельсовета Рыбновского района Рязанского округа Московской области, с 1937 года — в составе Рязанской области, с 2005 года —  в составе Чурилковского сельского поселения.

## Население
| 1859 | 1897 | 1906 | 2010 |
| ---- | ---- | ---- | ---- |
| 319  | ↗622 | ↗827 | ↘290 |